# کرکی‌جهان
کرکی‌جهان (به لاتین: Kərkicahan) یک منطقهٔ مسکونی در جمهوری آرتساخ است که در استان آسکران واقع شده‌است. کرکی‌جهان ۱٬۷۶۴ نفر جمعیت دارد و ۹۹۷ متر بالاتر از سطح دریا واقع شده‌است.

## نگارخانه

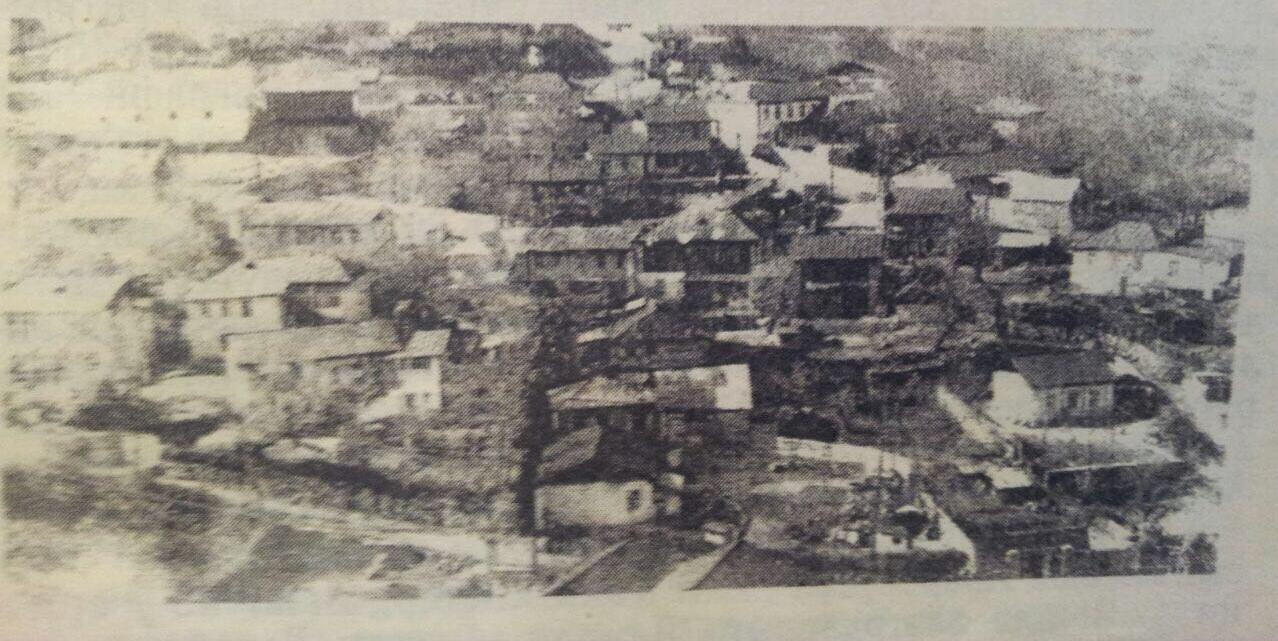
نمایی قدیمی از کرکی‌جهان
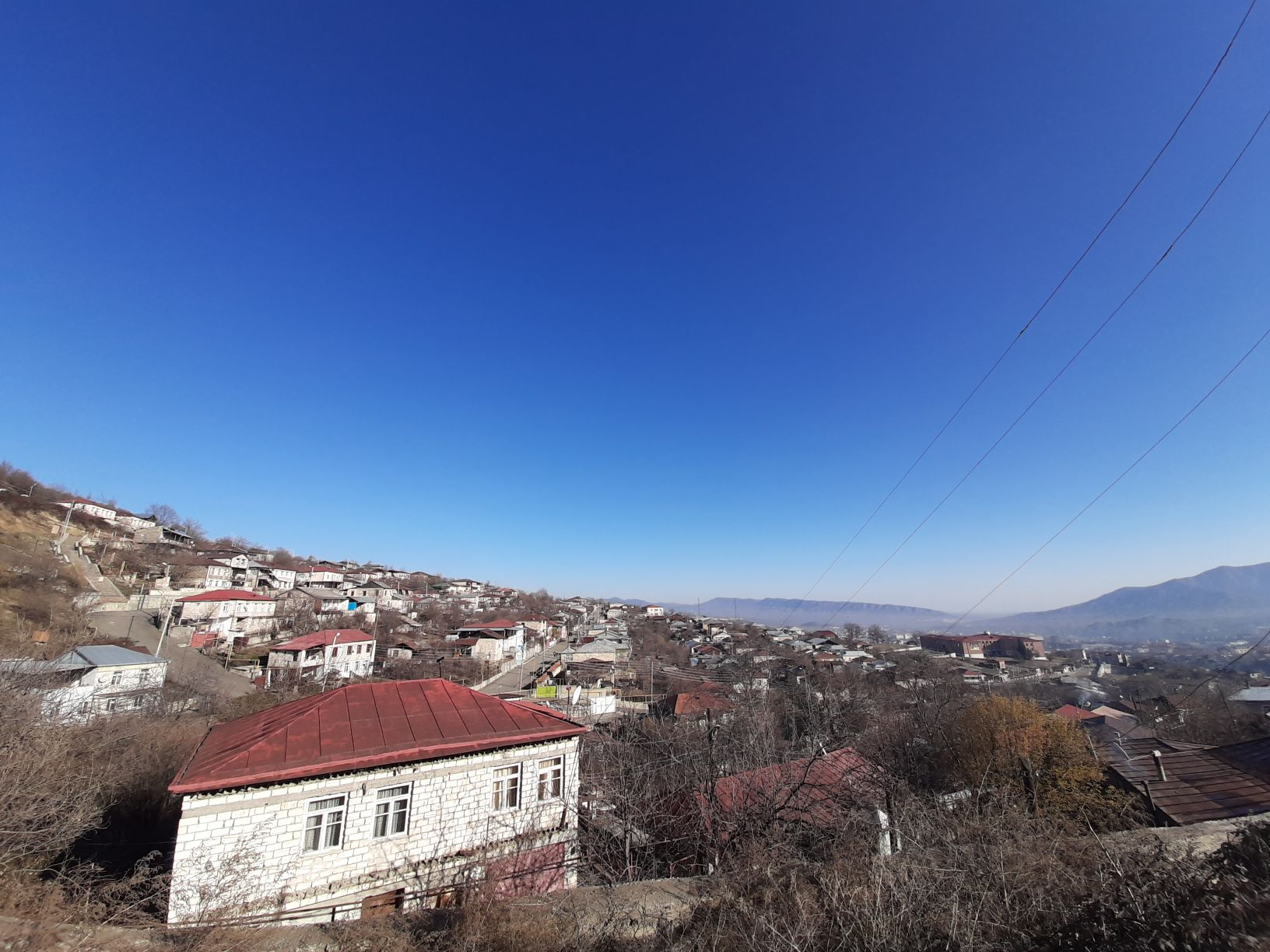
نمایی از کرکی‌جهان
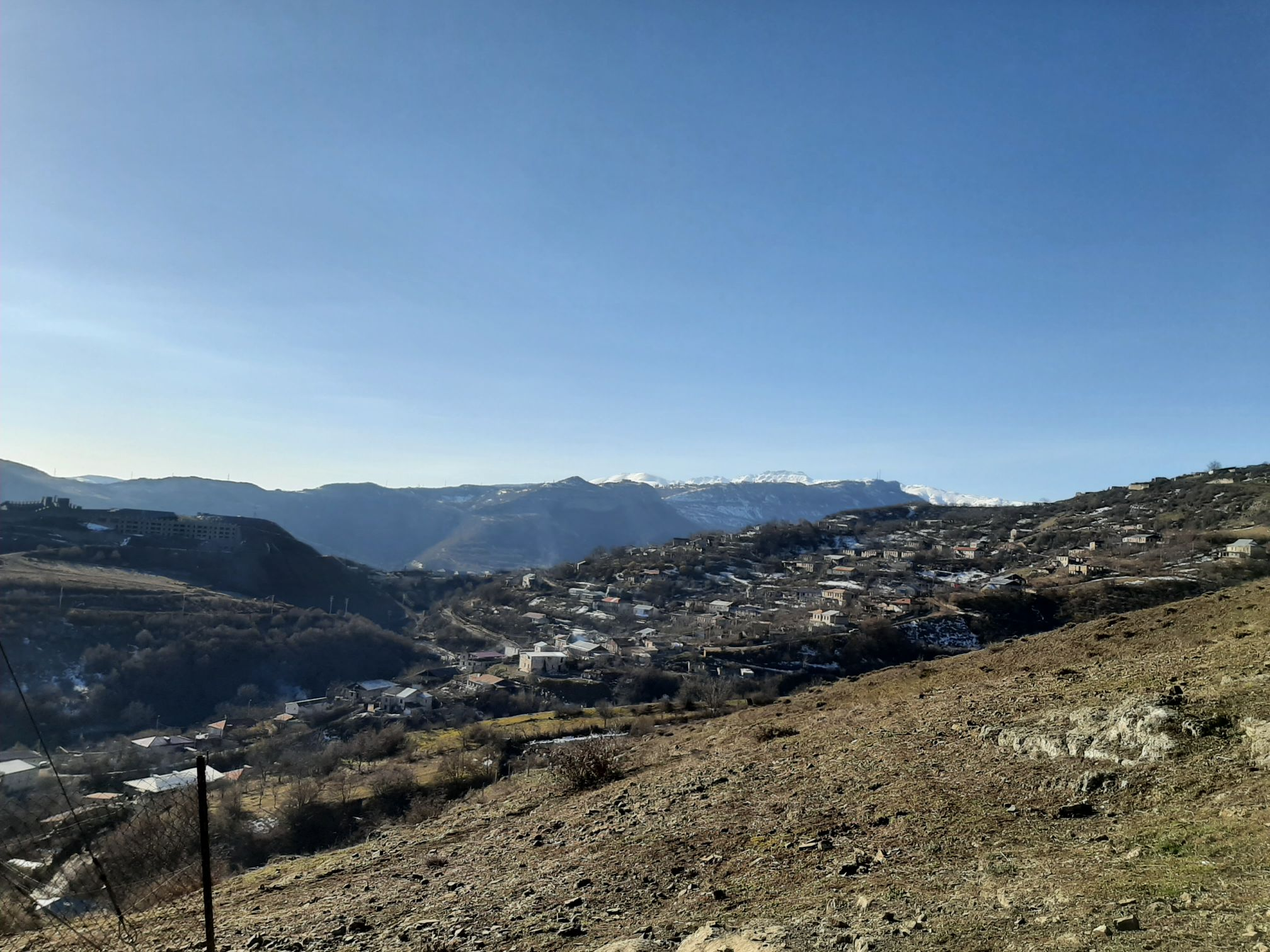
نمایی از کرکی‌جهان